# Cilla Naumann

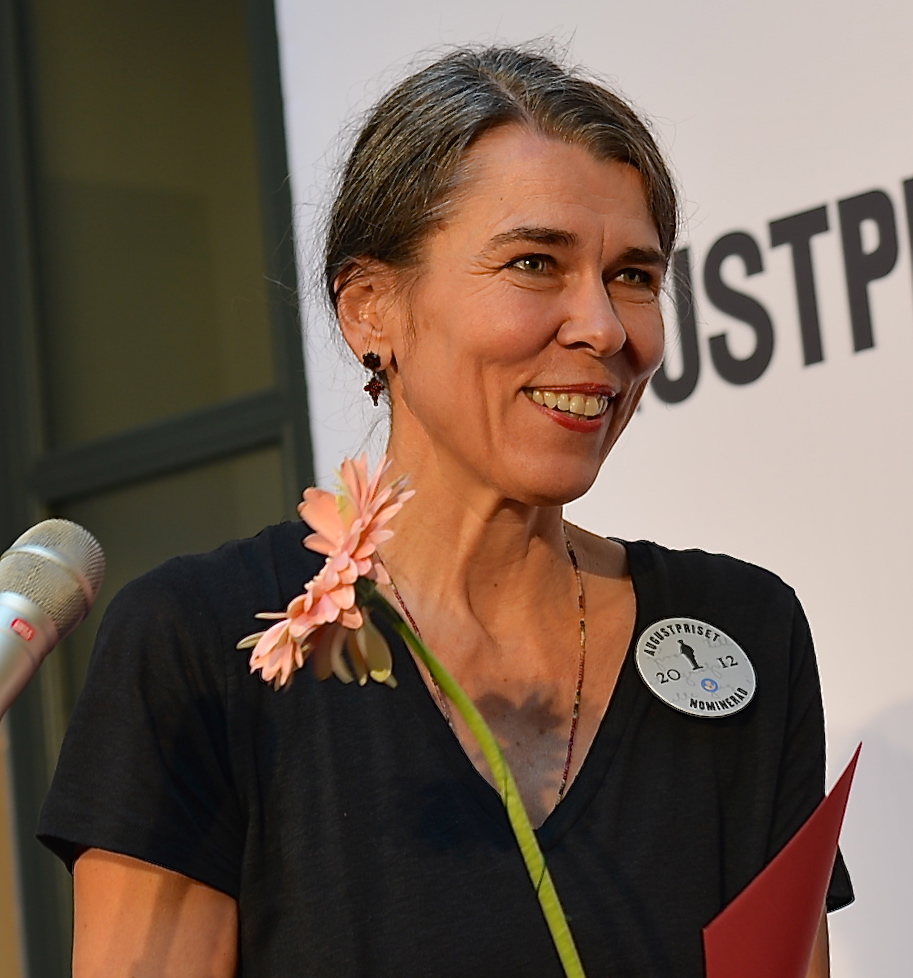
Cilla Naumann (2012)

Cilla Naumann (* 16. Juli 1960 in Stockholm, Schweden) ist eine schwedische Schriftstellerin und Journalistin.

## Leben
Cilla Naumann wuchs in Stockholm auf und lebt auch gegenwärtig dort. Seit Mitte der 1980er Jahre ist sie als Journalistin tätig und etablierte sich mit der Berichterstattung über das Attentat auf den damaligen Ministerpräsidenten Olof Palme für die auflagenstärkste Morgenzeitung Dagens Nyheter. Seitdem arbeitete sie unter anderem auch für Tidningarnas Telegrambyrå und den Expressen. Mit ihrem Roman Vattenhjärta debütierte sie 1995 als Schriftstellerin und wurde im Folgejahr mit dem Katapultpreis für das beste literarische Debüt ausgezeichnet. Seitdem schrieb sie sowohl Jugendliteratur, wobei sie 2010 mit der Nils-Holgersson-Plakette ausgezeichnet wurde, und Erwachsenenliteratur, wobei sie bisher zwei Mal für den Romanpreis des Schwedischen Radios nominiert wurde.

## Werke (Auswahl)
- Vattenhjärta (1995)
- Väntan tillbaka (1996)
- Vågorna Alma, vågorna (1998)
- Dom (2000; Deutsch: Eriks Zimmer, DTV, München 2003, ISBN 3-423-24331-7)
- Dem oss skyldiga äro (2002)
- Fly (2004)
- Värsta brorsan (2006)
- Vad ser du nu (2007)
- I cirklarna runt (2009)
- Kulor i hjärtat (2009)
- 62 dagar (2011)
- Lära sig (2011)
- Springa med åror (2012)
- 17 timmar härifrån (2013)
- Bära barnet hem (2015)
- Den oändliga familjen (2018)

## Auszeichnungen (Auswahl)
- Katapultpreis 1996 für Vattenhjärta
- Nils-Holgersson-Plakette 2010